# Claude Louis Berthollet
Claude Louis Berthollet je bil savojsko-francoski kemik, ki je leta 1804 postal podpredsednik francoskega Senata, * 9. december 1748, Talloires, Francija, † 6. november 1822, Arcueil, Francija.
Znan je po svojih znanstvenih prispevkih k teoriji kemijskega ravnotežja povratnih reakcij in prispevkih k sodobni kemijski nomenklaturi. Na uporabnem področju je bil prvi, ki je dokazal belilne lastnosti klora in razvil raztopino natrijevega hipoklorita, ki se še danes uporablja kot belilno sredstvo.

## Življenjepis
Rojen je bil v Talloiresu pri Annecyju, ki je takrat spadal v Vojvodino Savojo.
Študiral je najprej v Chambéryju in nato v Torinu, kjer je diplomiral na medicini. Zelo veliko je dosegel predvsem na področju kemije in bil od leta 1780 aktiven član Francoske akademije znanosti.
Berthollet je s pomočjo Antoinea Lavoisiera in drugih kemikov osmislil kemijsko nomenklaturo, sistem poimenovanja kemijskih elementov in spojin, ki je postal osnova  sodobnih  nomenklatur. 
Raziskoval je barvila in belila in bil prvi, ki je leta 1785 začel za komercialno beljenje uporabljati klor. V svojem laboratoriju na Quay Javel v Parizu je prvi proizvedel uporabno belilno raztopino, tako da je klor vpihaval v raztopino natrijevega karbonata. Raztopina s trgovskim imenom  Eau de Javel (Javelska voda) je bila razredčena raztopina natrijevega hipoklorita (NaClO).  Odkril je še en močan klorov oksidant in belilo kalijev klorat (KClO3), znan kot Bertholletova sol.
Leta 1785 je kot prvi določil kemično sestavo amonijaka in bil eden od prvih kemikov, ki so prepoznali lastnosti povratnih reakcij in kemijsko ravnotežje.
Z drugim slavnim francoskim kemikom Josephom Proustom se je dolgo prerekal o veljavnosti zakona o stalnih razmerjih. Medtem ko je bil Proust prepričan, da je razmerje elementov v kemijskih spojinah enako, ne glede na način njihove sinteze, je bil Berthollet prepričan, da se njihovo razmerje lahko spreminja s sestavo reakcijske zmesi.  Čeprav je Proust svojo teorijo dokazal z natančnim tehtanjem, ni bila sprejeta takoj po odkritju, delno tudi zaradi  Bertholletove avtoritete. Teorija je bila dokončno sprejeta, ko jo je leta 1811 potrdil Berzelius. Mnogo kasneje se je ugotovilo, da Berthollet ni bil povsem v zmoti, saj obstajajo tudi nestehiometrične spojine, ki se njemu v čast imenujejo bertolidi. 
Berthollet je bil eden od znanstvenikov, ki so spremljali Napoleona v Egipt, in bil član sekcije za fiziko in naravoslovje Institut d'Égypte, ki ga je leta 1798 ustanovil Napoleon.

## Izbrana dela
- Dissertatio medica (…) Joanne-Baptisa Le Roux des Tillets (i. e. Joanne-Jacobo Le Roux des Tillets) (…) praeside. De lacte animalium medicamentoso. Quillau, Pariz 1779.
- Recherches sur le lois de l’affinité. 1801.
- Essai de statique chimique. 1803.
- Elements de L’Art de La Teinture. Didot, Pariz 1804.
- Observations sur le natron.
- Berthollet, Antoine Laurent de Lavoisier. Guyton de Morveau. Système des connaissances chimiques et de leurs applications aux phénomènes de la nature et de l’art. Pariz 1801.
- Méthode De Nomenclature Chimique. Pariz 1787.

## Nagrade in časti
Aprila 1789 je bil izvoljen za člana Londonske kraljeve družbe. Leta 1801 je bil izvoljen za tujega člana Kraljeve švedske akademije znanosti, leta 1809  za pridruženega člana prvega reda  Nizozemskega kraljevega instituta, predhodnika Kraljeve nizozemske akademije  umetnosti in znanosti. Leta 1820 je bil izvoljen tudi za člana Edinburške kraljeve družbe in leta 1822 za častnega tujega člana Ameriške akademije umetnosti in znanosti.
Leta 1788 je skupaj s kolegi Antoineom Lavoisierjem, Louisom Bernard Guyton de Morveaujem in Antoineom Françoisom, comte de Fourcroy, objavil Méthode de Nomenclature Chimique (Metode kemijske nomenklature), ki je bila leta 2015  na Académie des  Sciences  v Parizu na predlog Oddelka za zgodovino kemije Ameriške kemijske družbe nagrajena s Chemical Breakthrough Award.

## Zasebno življenje
Berthollet se je leta 1788 poročil z Marguerite Baur. Bil je obtožen, da je ateist. Umrl je v Arcueilu, Francija, leta 1822.